# Rhinolophus philippinensis
Rhinolophus philippinensis (Waterhouse, 1843) è un pipistrello della famiglia dei Rinolofidi diffuso nell'Asia sud-orientale, Australia e Nuova Guinea.

## Descrizione

### Dimensioni
Pipistrello di medie dimensioni, con la lunghezza della testa e del corpo tra 54 e 60 mm, la lunghezza dell'avambraccio tra 51 e 59 mm, la lunghezza della coda tra 29 e 33 mm, la lunghezza del piede tra 10 e 12 mm, la lunghezza delle orecchie tra 28 e 36 mm e un peso fino a 15 g.

### Aspetto
Le parti dorsali variano dal marrone opaco al castano o grigio-brunastro con la base dei peli grigio chiara, mentre le parti ventrali sono brunastre chiare con la base dei peli più scura. Le orecchie sono marroni, enormi, appuntite, con una concavità sul bordo esterno appena sotto la punta e l'antitrago grande ed elevato, con un incavo triangolare lungo il bordo esterno. La foglia nasale è grande, gialla brillante o rosata, presenta una lancetta triangolare o molto allungata, un processo connettivo che può essere ben sviluppato, una sella che varia nell'aspetto tra le varie sottospecie essendo talvolta con i bordi paralleli altre volte stretta e più larga verso l'estremità e con i margini del setto tra le narici sollevate tali da formare una profonda cavità. La porzione anteriore è larga, copre interamente il muso ed ha un incavo centrale profondo alla base. Il labbro inferiore ha tre solchi longitudinali. Le membrane alari sono marroni scure, talvolta con dei riflessi rosati. La coda è lunga ed inclusa completamente nell'ampio uropatagio. Il primo premolare superiore è situato lungo la linea alveolare. 

### Ecolocazione
Emette ultrasuoni ad alto ciclo di lavoro con impulsi a frequenza costante di 27-54 kHz.

## Biologia

### Comportamento
Si rifugia in piccoli gruppi all'interno di grotte, miniere e gallerie calde ed umide. Rimane appeso sulle volte. Spesso condivide i siti con Rhinolophus megaphyllus. L'attività predatoria inizia prima del tramonto, inizialmente effettuata nel sottobosco e successivamente, a notte fonda, in spazi aperti. Il volo è lento ed estremamente manovrato, può restare sospeso in aria e spiccare il volo anche dall'acqua, se vi è caduto inavvertitamente.

### Alimentazione
Si nutre di insetti, particolarmente falene catturati sulla vegetazione e vicino al suolo o a specchi d'acqua.

## Distribuzione e habitat
Questa specie è diffusa nell'Asia sud-orientale dal Borneo e le Isole Filippine fino alla Nuova Guinea e all'Australia nord-orientale.
Vive nelle foreste primarie e secondarie fino a 1 500 metri di altitudine.

## Tassonomia
Sono state riconosciute 6 sottospecie:
- R.p.philippinensis: Bohol, Luzon, Mindanao, Negros, Siquijor;
- R.p.achilles (Thomas, 1900): Isole Kai, Penisola di Capo York nell'Australia nord-orientale;
- R.p.alleni (Lawrence, 1939): Mindoro;
- R.p.maros (Tate & Archbold, 1939): Sulawesi meridionale;
- R.p.robertsi (Tate, 1952): Nuova Guinea nord-occidentale e centro-orientale; Penisola di Capo York nell'Australia nord-orientale;
- R.p.sanborni (Chasen, 1940): Borneo settentrionale.

In Australia convivono due differenti sottospecie, una più grande e una più piccola. Tale anomalia dimostra una confusione sullo stato sistematico della specie e l'evidenza che almeno una delle due sia una forma distinta.

## Conservazione
La IUCN Red List, nonostante ci siano poche informazioni sullo stato della popolazione e considerato che è ampiamente diffusa e con una popolazione presumibilmente numerosa, classifica R.philippinensis come specie a rischio minimo (Least Concern)).